# 庫納 (愛達荷州)
庫納（英語：Kuna）是一個位於美國愛達荷州埃達縣的城市。

## 地理
庫納的座標為43°29′35″N 116°25′08″W / 43.49306°N 116.41889°W，而該地的平均海拔高度為821米（即2694英尺）。

## 人口
根據2010年美國人口普查的數據，庫納的面積為47.70平方千米，當中陸地面積為47.25平方千米，而水域面積為0.25平方千米。當地共有人口15210人，而人口密度為每平方千米318.87人。